# Baron Tailboys

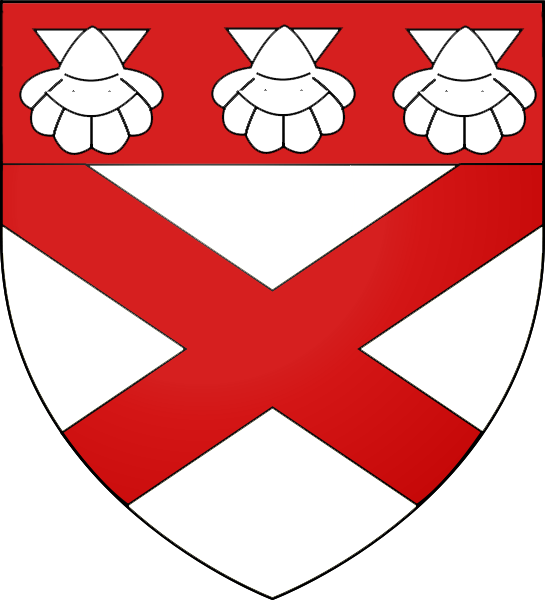
Wappen der Barone Tailboys

Baron Tailboys, of Kyme, war ein erblicher britischer Adelstitel in der Peerage of England.

## Verleihung und Geschichte des Titels
Der Titel am 1. Dezember 1529 von König Heinrich VIII. an Sir Gilbert Tailboys verliehen. Er hatte 1519 Elizabeth Blount, eine ehemalige Mätresse Heinrichs VIII. geheiratet, war er ein entfernter Nachfahre des letzten Baron Kyme.
Seine beiden Söhne, der 2. und 3. Baron, sowie seine Tochter, die 4. Baroness, die mit Thomas Wymbish, of Nocton († 1552), und Ambrose Dudley, 3. Earl of Warwick († 1589) verheiratet war, blieben kinderlos, sodass die Baronie Tailboys mit dem Tod der Letzteren am 21. September 1538 erlosch.

## Liste der Barone Tailboys (1529)
- Gilbert Tailboys, 1. Baron Tailboys (um 1497–1530)
- George Tailboys, 2. Baron Tailboys (um 1523–1540)
- Robert Tailboys, 3. Baron Tailboys (um 1528–1542)
- Elizabeth Tailboys, Countess of Warwick, 4. Baroness Tailboys (um 1520–1563)